# Petra Kurschová
Petra Kurschová (* 14. června 1978 Strakonice) je česká oděvní návrhářka a zakladatelka nadačního fondu Srdce. V roce 2020 neúspěšně kandidovala do Senátu.